# Chloumek (Libice nad Doubravou)
Chloumek (německy Chloumek) je malá vesnice, část městyse Libice nad Doubravou v okrese Havlíčkův Brod v Kraji Vysočina. Nachází se asi 4,5 km na severovýchod od Libice nad Doubravou. V roce 2009 zde bylo evidováno 31 adres. V roce 2001 zde trvale žilo 34 obyvatel. Pramení zde Blatnický potok, který je pravostranným přítokem řeky Doubravy.
Chloumek je také název katastrálního území o rozloze 6,1 km². V katastrálním území Chloumek leží i Křemenice, Nehodovka a Spálava.

## Historie
První písemná zmínka o vesnici pochází z roku 1542.
V letech 1869–1961 byly osadou Chloumku a v letech 1961–1985 jeho místní částí Barovice.

## Přírodní poměry
V jižní části katastrálního území leží část přírodní rezervace Maršálka. Do západní části území zasahuje malá část přírodní rezervace Spálava.

## Galerie

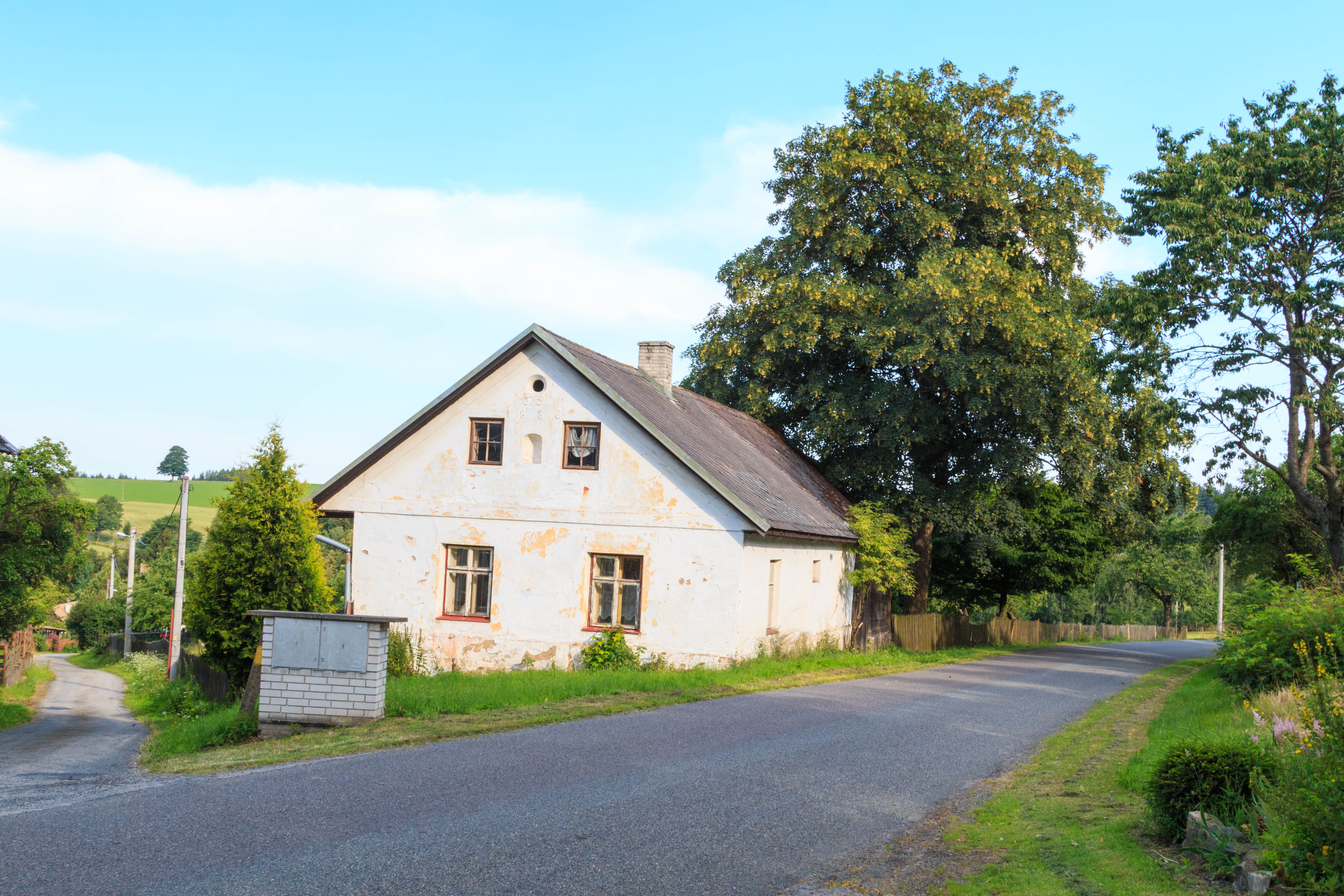
Chloumek u Libice nad Doubravou čp. 11
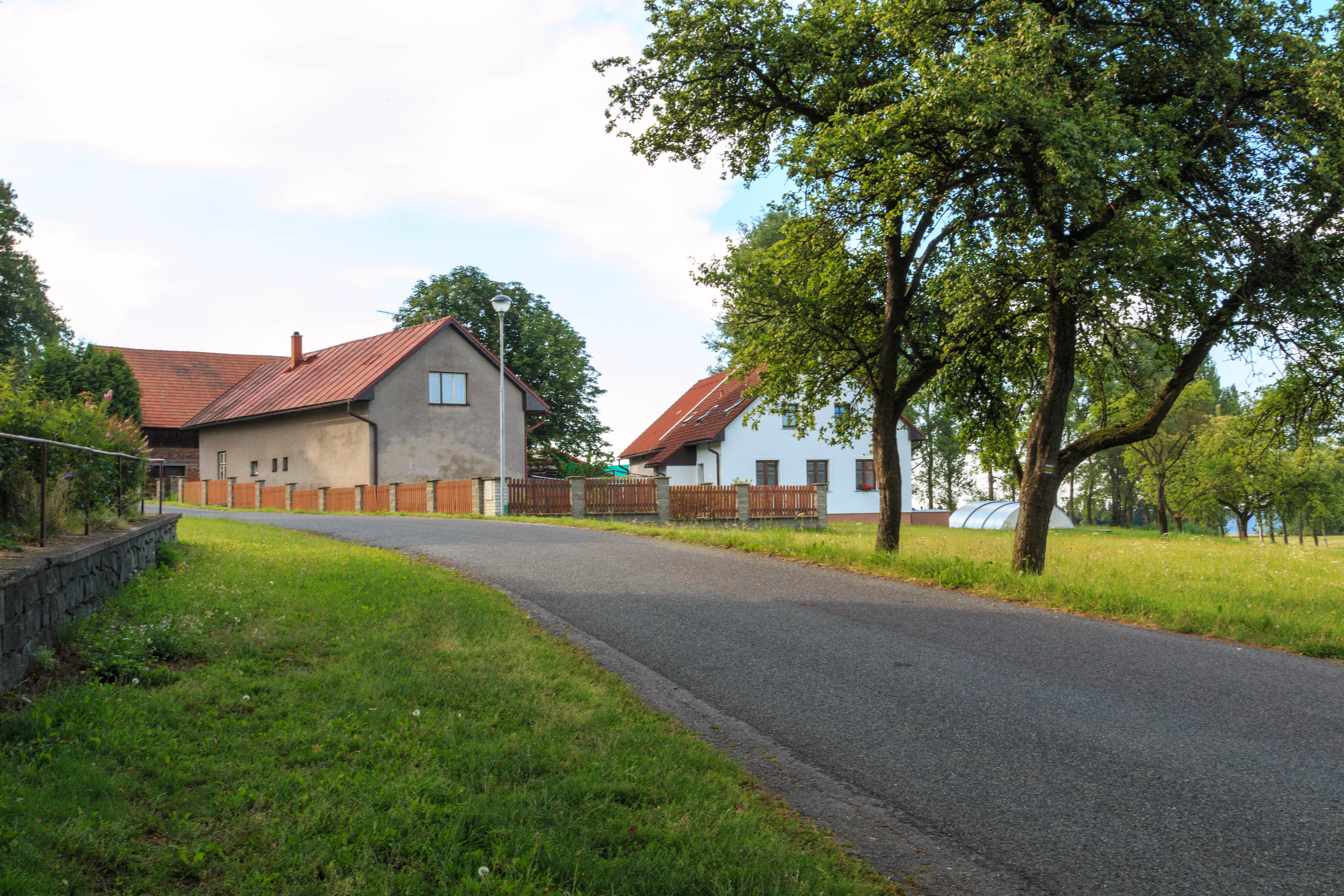
Chloumek u Libice nad Doubravou čp. 23
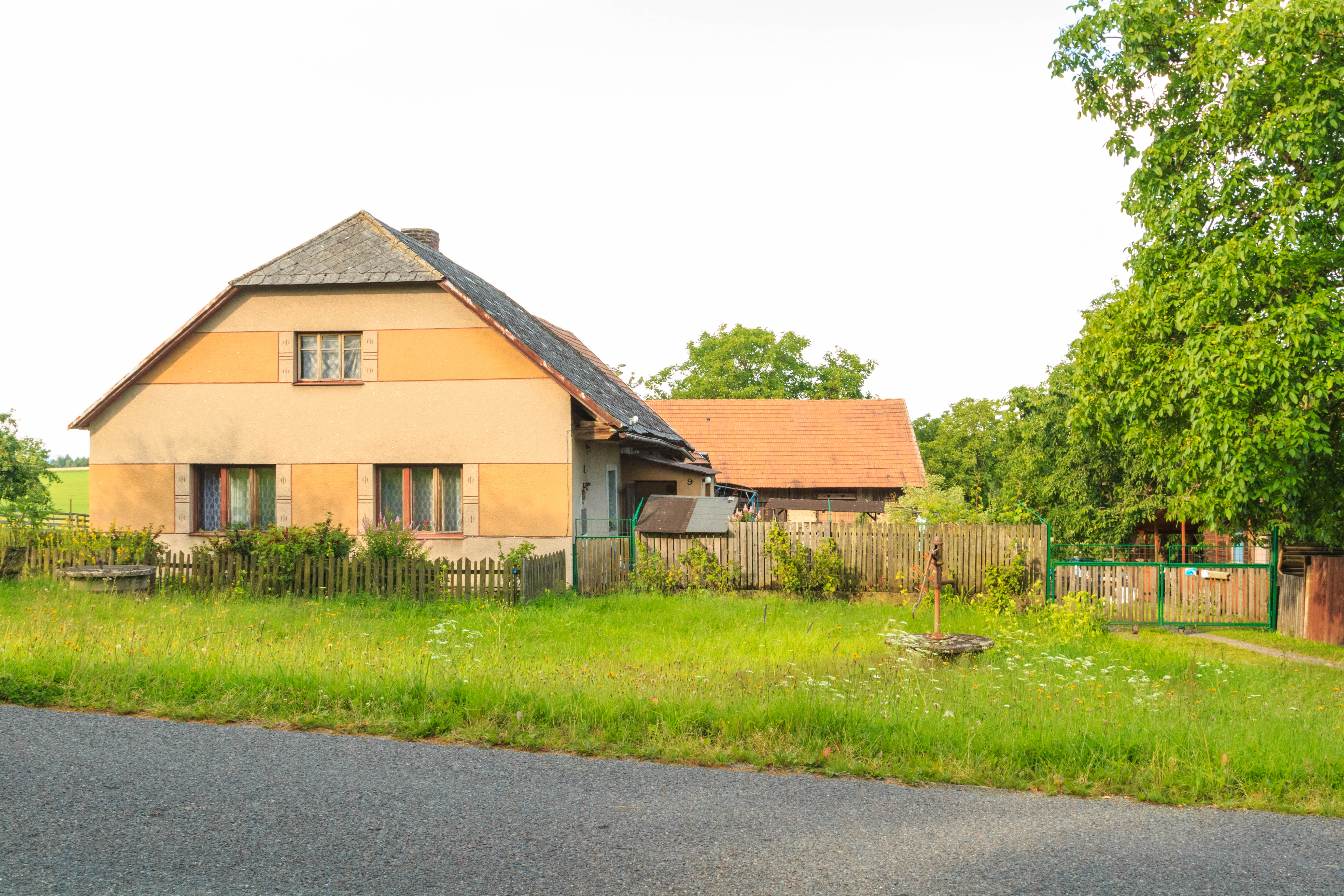
Chloumek u Libice nad Doubravou čp. 9
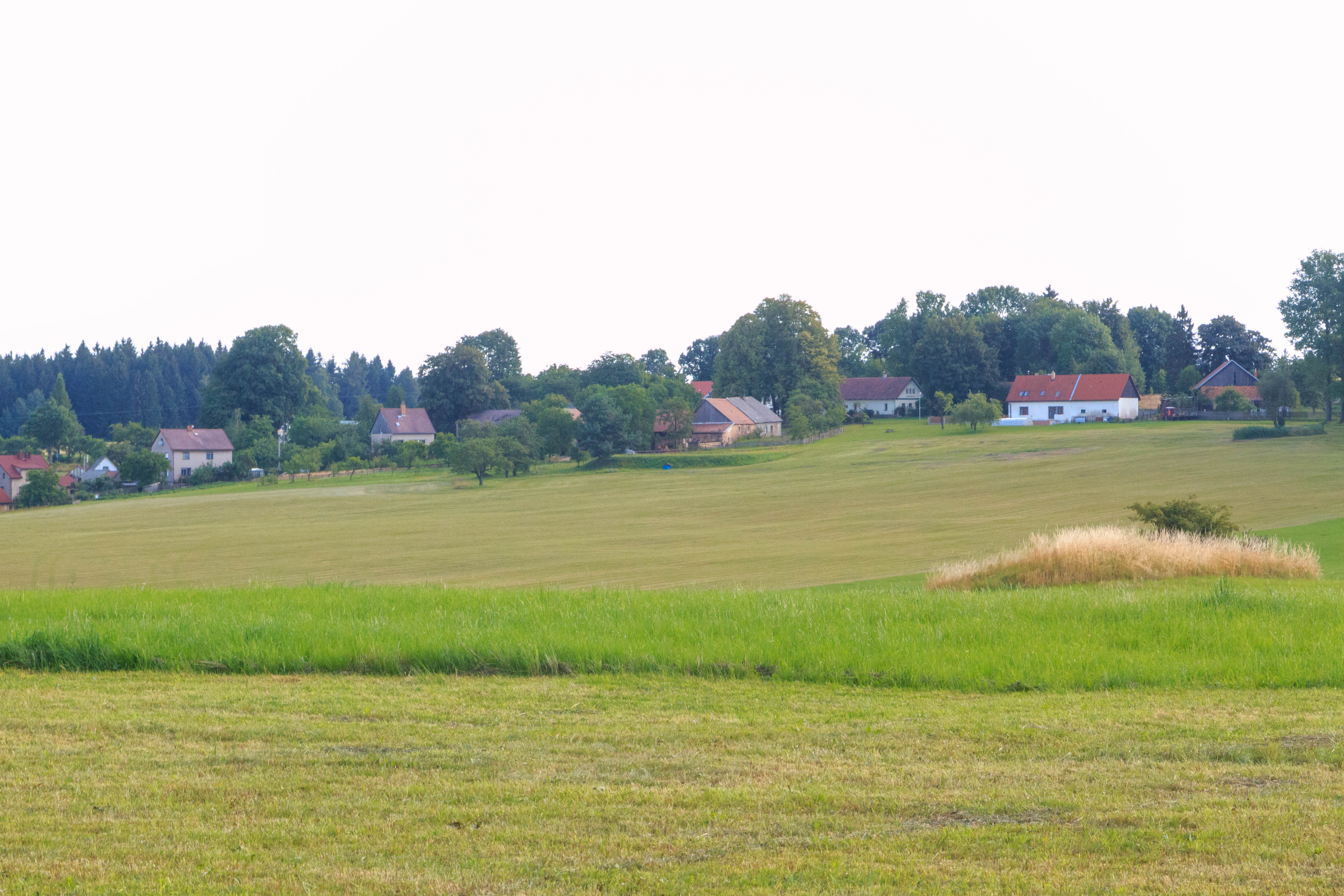
Chloumek od Nehodovky